# Petr Kopta
Petr Kopta (* 23. Oktober 1965 in Chomutov, Tschechoslowakei) ist ein ehemaliger tschechischer Eishockeyspieler der von 1987 bis 1997 in der Eishockey-Bundesliga und der Deutschen Eishockey Liga für den EV Landshut, EC Hedos München, die Frankfurt Lions und den Schwenninger ERC spielte. Zuletzt war er Teammanager der SERC Wild Wings.

## Karriere
In seiner Heimat in Kladno lernte Petr Kopta das Eishockey spielen. Schon in sehr jungen Jahren versuchte der talentierte Kopta in Nordamerika Fuß zu fassen. Mit 17 Jahren schloss er sich den Oshawa Generals in der Ontario Hockey League an. Hier in der höchsten kanadischen Junioren-Liga mit Teams rund um Toronto brachte er es nur auf 23 Spiele und wechselte während der Saison zu den Lethbridge Broncos in die Western Hockey League, die im Westen Kanadas die höchste Juniorenliga ist.
Kurz vor Saisonbeginn 1986/87 verpflichtete der Zweitligist EC Kassel den inzwischen 21-jährigen Kopta. Er spielte eine überzeugende Saison, so dass er in der folgenden Saison in die erste Liga zum EV Landshut wechseln konnte. Doch das Landshuter Team um Erich Kühnhackl war für Kopta noch eine Nummer zu groß und so kehrte er nach 24 Spielen in die zweite Liga zurück und schloss sich dem EC Hedos München an. Die Münchner waren zu dieser Zeit einer der aufstrebenden Clubs und so gelang ihm mit diesem Team in seiner zweiten Saison der Aufstieg in die Bundesliga.
Diesmal klappte der Sprung in die Erstklassigkeit. Nach einer guten Saison in München wechselte er zu den Frankfurt Lions. Dort bewies er nachhaltig, dass er in der höchsten deutschen Spielklasse mithalten kann. Nach einem Jahr in Frankfurt wechselte er zum Schwenninger ERC, wo er nach drei Jahren Bundesliga im ersten Jahr der DEL-Mannschaftskapitän war. 1995 kehrte er wieder zu den Frankfurt Lions zurück. Noch zwei Jahre spielte er dort in der DEL, bevor er mit 32 Jahren zu den Hamburg Crocodiles in die zweithöchste Liga wechselte, die damals 1. Liga Nord hieß.
Seine Karriere ließ er in Ravensburg ausklingen.
In der Saison 05/06 fungiert Kopta als sportlicher Leiter des SERC Wild Wings und hatte kurzfristig auch den Trainer-Job übernommen.